# Araneus gemmoides
Araneus gemmoides Chamberlin & Ivie, 1935 è un ragno appartenente alla famiglia Araneidae.

## Distribuzione
La specie è stata rinvenuta in diverse località degli USA e del Canada.

## Tassonomia
Non sono stati esaminati esemplari di questa specie dal 2003
Attualmente, a dicembre 2013, non sono note sottospecie